# Station Aix-les-Bains-Le Revard
Station Aix-les-Bains-Le Revard is een spoorwegstation in de Franse gemeente Aix-les-Bains.

## Treindienst
| Serie    | Treinsoort | Route | Bijzonderheden                                        |
| -------- | ---------- | --- | ----------------------------------------------------- |
| TGV 6400 | TGV (SNCF) | Paris-Lyon – Mâcon-Ville – Bourg-en-Bresse – Aix-les-Bains-Le Revard – Chambéry-Challes-les-Eaux – Albertville – Moutiers-Salins-Brides-les-Bains – Aime-La Plagne – Landry – Bourg-Saint-Maurice | Een trein via Mâcon, Bourg-en-Bresse en Aix-les-Bains |
| TGV 6930 | TGV (SNCF) | Paris-Lyon – Mâcon-Loché-TGV – Bourg-en-Bresse – Aix-les-Bains-Le Revard – Annecy |                                                       |